# Turbonilla gloriosa
Turbonilla gloriosa är en snäckart som beskrevs av Bartsch 1912. Turbonilla gloriosa ingår i släktet Turbonilla och familjen Pyramidellidae. Inga underarter finns listade i Catalogue of Life.